# 215 (număr)
215 (două sute cincisprezece) este numărul natural care urmează după 214 și precede pe 216 într-un șir crescător de numere naturale.

## În matematică
215:
- Este un număr compus.[1]
- Este un număr semiprim, fiind produsul a două numere prime: 215 = 5 x 43.[2][3]
- Este un număr congruent.
- Este un număr palindromic în bazele de numerație 4 (3113) și 6 (555).
- Este {\displaystyle 215=(3!)^{3}-1}
- Este al doilea cel mai mic număr întreg (după 5) pentru care {\displaystyle n^{2}-17} este dublul unui pătrat: {\displaystyle 215^{2}-17=2\times 152^{2}}.[4]
- Există 215 șiruri de câte 4 numere întregi, inclusiv rearanjări și numere distincte, pentru care suma reciprocilor lor este egală cu 1.[5] Acestea sunt:
  - 24 aranjamente de (2,3,7,42), (2,3,8,24), (2,3,9,18), (2,3,10,15), (2,4,5,20) și (2,4,6,12).
  - 12 aranjamente de (3,3,4,12), (3,4,4,6), (2,3,12,12), (2,4,8,8) și (2,5,5,10).
  - 6 aranjamente de (3,3,6,6).
  - 4 aranjamente de (2,6,6,6).
  - 1 aranjament de (4,4,4,4).

## În știință

### În astronomie
- Obiectul NGC 215 din New General Catalogue este o galaxie lenticulară din constelația Phoenix.
- 215 Oenone este un asteroid din centura principală.
- 215P/NEAT este o cometă periodică din sistemul nostru solar.

## În alte domenii
215 se poate referi la:
- E215, numărul E pentru p-hidroxibenzoatul de etil sodic (sarea sodică a etilparabenului).
- numărul din clasificarea zecimală Dewey corespunzător pentru știință și religie.
- primul prefix telefonic pentru Philadelphia.